# Чирянка новозеландська
Чирянка новозеландська (Anas aucklandica) — вид водоплавних птахів родини качкових (Anatidae). Ендемік Оклендських островів на півдні Нової Зеландії.

## Поширення
Вид поширений на островах Юїнг, Ендербі, Роуз, Оушен, Адамс, Розчарування та Дандас. Невелика кількість птахів іноді відвідує острови П'ятниця, Френч і Монументаль. Раніше він гніздився на острові Окленд, де є записи з 1940-х років, але зараз його витіснили з цього острова завезені свині і кішки. Мешкає в основному на захищених узбережжях і використовує густу прибережну рослинність як укриття для втечі та гніздування. Він також зустрічається вздовж торф'янистих струмків і в басейнах на заболочених територіях з рясним покривом осоки та купин.